# Subekumena
Subekumena je souhrn území na Zemi, která jsou lidmi obydlena a hospodářsky využívána jen občas. Jedná se většinou o území klimaticky nevhodná k trvalému usídlení, zejména pouště a suché stepi.